# 藤井昭平
藤井 昭平（ふじい しょうへい、1927年（昭和2年）9月8日 - 2019年（令和元年）10月17日）は、日本の教育者。

## 人物
岡山県川上郡川上町（現在の高梁市）生まれ。岡山師範学校（現岡山大学教育学部）卒業後、公立学校教職（小学校教諭、中学校教諭）に就く。その後、岡山県教育委員会教育次長として、長年にわたり、県の教育行政に携わる。社会福祉法人旭川荘江草安彦理事長を補佐し、旭川荘の理事、顧問として、医療福祉事業に携わる。旭川荘関連施設「老人保健施設ひだまり苑」役員等。
趣味は、散歩、読書、囲碁(関西棋院3段)。

## 履歴
- 岡山県教育委員会　教育次長
- 社会福祉法人旭川荘　常務理事、顧問
- 学校法人 朝日学園 朝日塾小学校　顧問
- 重要無形文化財備中神楽保存振興会　会長
- 萩原誠司後援会　副会長
- フレッシュ県政の会（石井正弘後援会）　会長[1]
- なでしこの会（石井正弘後援会）　会長
- 財団法人　福山通運渋谷長寿健康財団　事務局長
- 一般財団法人　渋谷長寿健康財団　評議員[2]
- 岡山県国際理解教育研究会　顧問
- 一般社団法人　岡山県文化資料保存協会　代表理事
- 一般社団法人　全国肢体不自由児者父母の会連合会　評議員
- まきび会館（ピュアリティまきび） 理事長

## 賞歴
- 勲四等瑞宝章

## 著書
- 『肢体不自由教育』日本肢体不自由児協会　1988[3]
- 『江草安彦伝』山陽新聞社刊 2016